# گینزویل (آرکانزاس)
گینزویل (به انگلیسی: Gainesville) یک منطقهٔ مسکونی در ایالات متحده آمریکا است که در آرکانزاس واقع شده‌است. گینزویل ۱۰۲٫۱۱ متر بالاتر از سطح دریا واقع شده‌است.